# Replikacioni faktor C
Replikacioni faktor C, ili RFC, je proteinski kompleks sa pet podjedinica koji je neophodan za DNK replikaciju.
Podjedinice ovog heteropentamera se nazivaju Rfc1, Rfc2, Rfc3, Rfc4, i Rfc5 (kod S. cerevisiae). RFC učestvuje u eukariotskoj replikaciji kao postavljać klampe, slično γ kompleksu kod E. coli. Njegova uloga postavljača klampe obuhvata katalizu postavljanja PCNA na DNK. On se vezuje za 3' kraj DNK i koristi ATP za otvaranje PCNA prstena, tako da prsten može da opaše DNK. ATP hidroliza uzrokuje otvajanje RFC, uz prateće postavljanje klampe na DNK.